# Chiesa di San Giuliano (Firenze)
La chiesa di San Giuliano è un luogo di culto cattolico che si trova in via Faenza nel centro storico di Firenze.

## Storia e descrizione
La chiesa apparteneva al monastero femminile di San Giuliano, fondato nel XIV secolo da Bartolo Benvenuti, ed era detto anche delle "monache di Montaione". All'inizio del Cinquecento il monastero era abitato da monache domenicane dipendenti da Santa Maria Novella che nel 1514 se ne staccarono col permesso di Papa Leone X per mettersi sotto la dipendenza dell'Arcivescovo di Firenze. In quegli anni il monastero, in particolare la sua chiesa, vennero abbellite di notevoli opere d'arte: all'altare maggiore di essa era la pala di Mariotto Albertinelli con la Madonna col Bambino e i Santi Giuliano, Domenico, Nicola e Girolamo e a quello di destra un'altra dello stesso Albertinelli con la Trinità, entrambe databili intorno al 1510 ed oggi alla Galleria dell'Accademia. 
Il monastero fu successivamente riconsacrato nel 1585 e poi fu soppresso nel 1808. Oggi il convento è occupato dalla Casa Generalizia della Congregazione delle Figlie Povere di San Giuseppe Calasanzio, fondata nel 1889 dalla beata Celestina Donati. Una sezione dell'antico monastero è oggi un ostello 
La chiesa ha una facciata, sul frontone del quale si legge la scritta "Venite adoremus Dominum", di forme neorinascimentali, come l'interno, nella quale si svolge l'Adorazione quotidiana del Santissimo Sacramento. Nell'ambiente è anche la tomba della fondatrice Celestina Donati e quella del cofondatore arcivescovo di Siena Padre Celestino Zini. 
Nella parte del convento dove è oggi l'ostello sopravvivono due affreschi cinquecenteschi: uno con i Santi Brigida di Svezia, Giovanni Battista e Giuliano e l'altro raffigurante i Santi Sebastiano e Rocco. Entrambi sono attribuibili a Giovanni Antonio Sogliani e databili al 1518 circa.

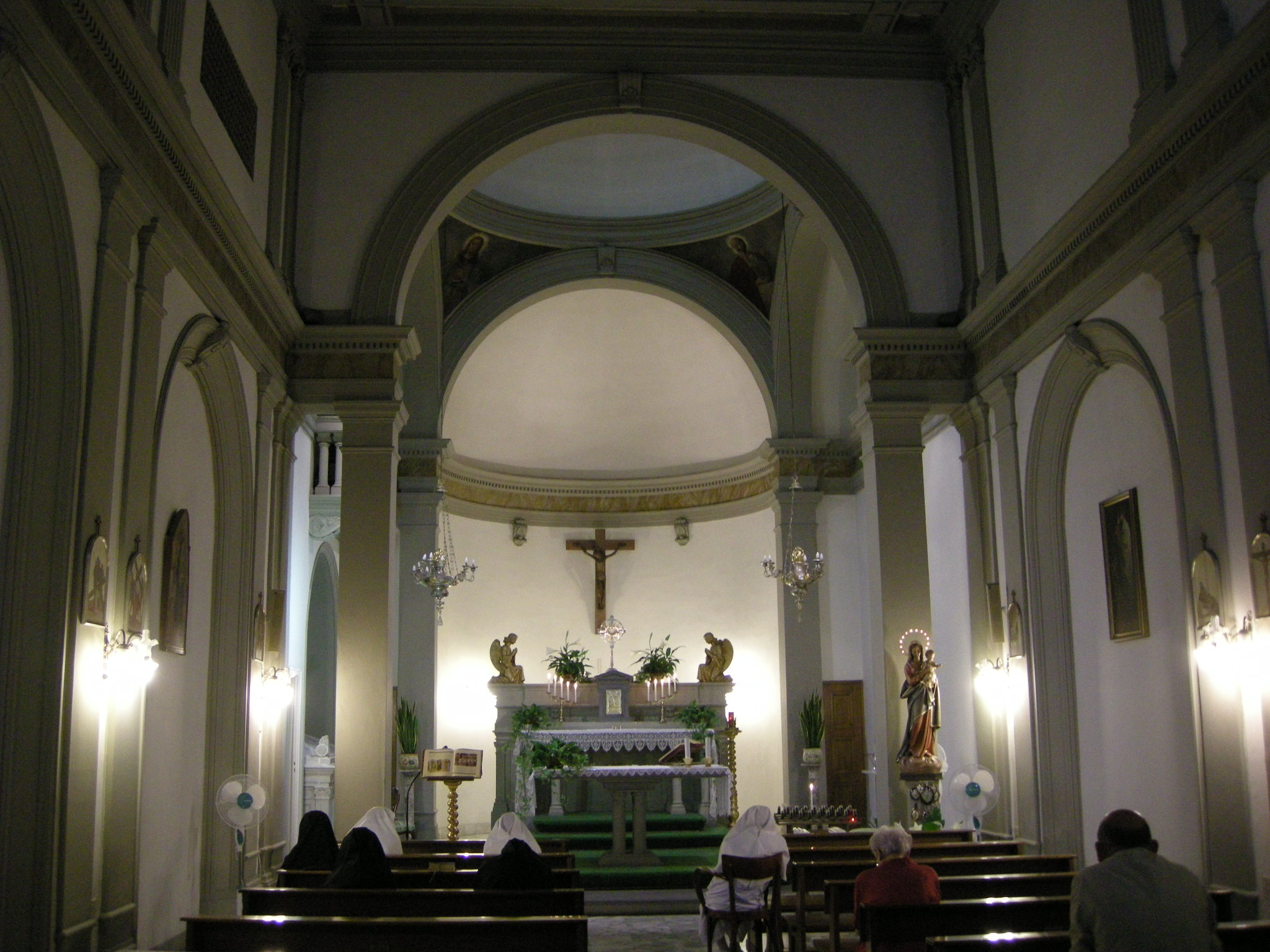
L'interno
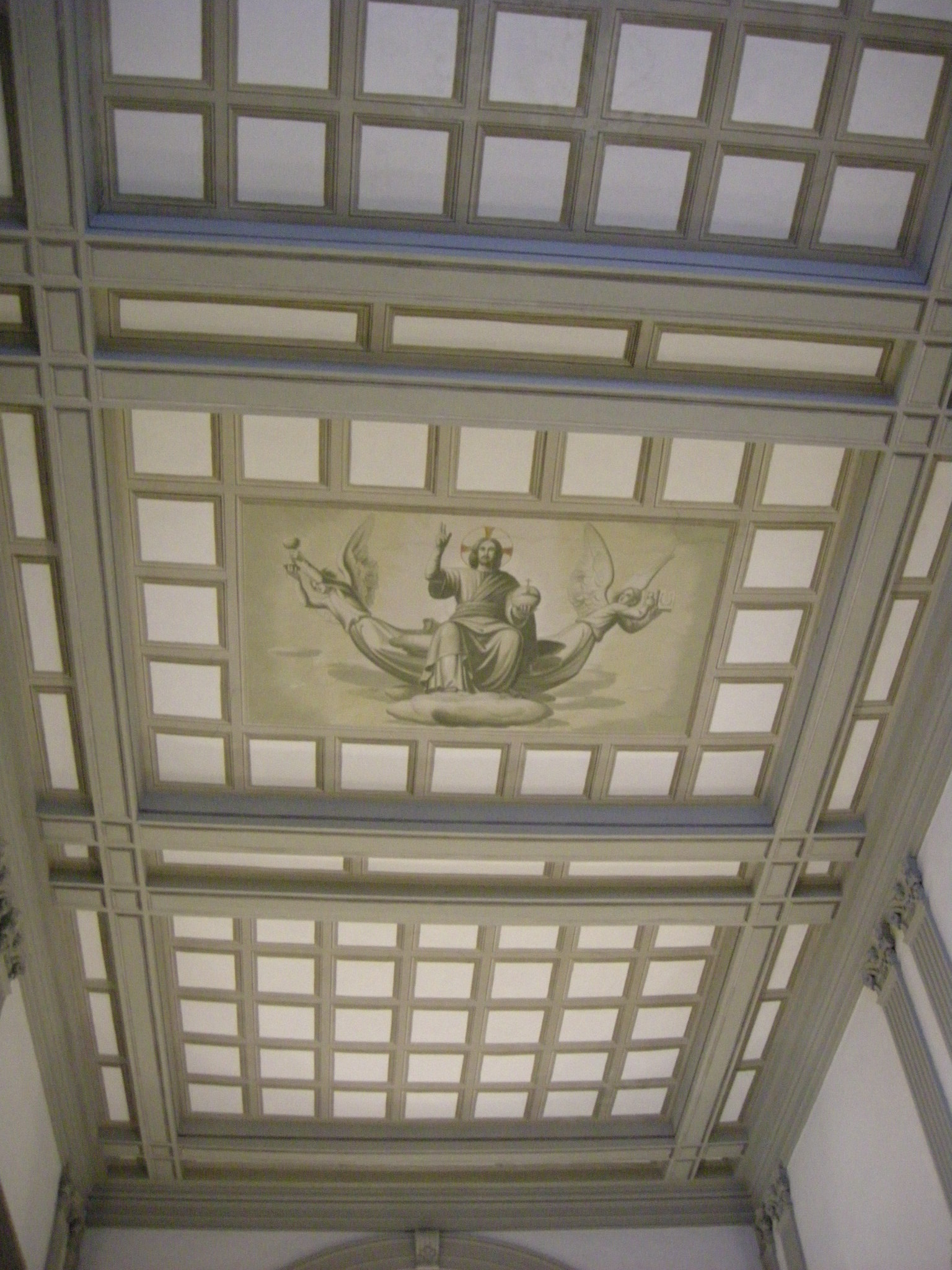
Soffitto
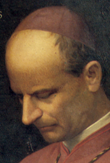
Celestino Zini